# Endla järv
Endla järv är en sjö i Estland. Den ligger i Jõgeva kommun i landskapet Jõgevamaa, 110 km sydost om huvudstaden Tallinn. Endla järv ligger 75 meter över havet och dess area är 2,8 kvadratkilometer. Sjön är mycket grund, vegetationsrik och flera öar är belägna i den. Endla järv och dess omgivning inklusive mossen Endla raba ingår i Endla naturreservat. Sjön tillförs vatten av vattendragen Mustjõgi och Nava jõgi, den senare är bifurkation till Põltsamaa jõgi. Utflödet är Räägu kanal som via Sinijärv mynnar i Põltsamaa jõgi. 